# Amaru
Amaru è un comune della Romania di 2 503 abitanti, ubicato nel distretto di Buzău, nella regione storica della Muntenia.
Il comune è formato dall'unione di 6 villaggi: Amaru, Câmpeni, Dulbanu, Lacu Sinaia, Lunca, Scorțeanca.